# NGC 7510
NGC 7510 ist ein offener Sternhaufen im Sternbild Kepheus am Nordsternhimmel.
Das Objekt wurde am 20. September 1784 vom deutsch-britischen Astronomen William Herschel (als NGC gelistet) entdeckt.